# Камышное (озеро, Есильский район)
Камышное — озеро в Есильском районе Северо-Казахстанской области Казахстана. Находится в 3 км к северо-западу от села Петровка.
По данным топографической съёмки 1940-х годов, площадь поверхности озера составляет 1,17 км². Наибольшая длина озера — 1,2 км, наибольшая ширина — 1,1 км. Длина береговой линии составляет 3,9 км, развитие береговой линии — 1,01. Озеро расположено на высоте 120,4 м над уровнем моря.